# Aforo (recinto)
Se entiende por aforo la máxima capacidad que puede albergar un determinado recinto (sea un centro de reunión social, cine, estadio y teatro, entre otros) de personas, calculado de tal forma que, al producirse una emergencia, como un incendio, un terremoto o un tsunami o cualquier otro incidente natural o humano, pueda evacuarse a las personas sin mayores inconvenientes. Esta cifra suelen calcularla las autoridades correspondientes; de no ser cumplidas, podría llevar a una multa para los propietarios o la clausura de las instalaciones.
Es recurrente que sucedan tragedias por exceder el aforo o por no cumplir con reglas de seguridad básicas. Ejemplo de esto son los siniestros que afectaron a las discotecas "República Cromañón" y "Kheyvis".[cita requerida]
Durante la pandemia de COVID-19, en todos los países del mundo se establecieron restricciones para limitar los aforos de los espacios públicos, como medida preventiva para evitar contagios.